# Killona
Killona es un lugar designado por el censo ubicado en la parroquia de St. Charles en el estado estadounidense de Luisiana. En el Censo de 2010 tenía una población de 793 habitantes y una densidad poblacional de 358,1 personas por km².

## Geografía
Killona se encuentra ubicado en las coordenadas 29°59′49″N 90°29′3″O / 29.99694, -90.48417. Según la Oficina del Censo de los Estados Unidos, Killona tiene una superficie total de 2.21 km², de la cual 2.04 km² corresponden a tierra firme y (7.72%) 0.17 km² es agua.

## Demografía
Según el censo de 2010, había 793 personas residiendo en Killona. La densidad de población era de 358,1 hab./km². De los 793 habitantes, Killona estaba compuesto por el 1.39% blancos, el 97.86% eran afroamericanos, el 0% eran amerindios, el 0% eran asiáticos, el 0% eran isleños del Pacífico, el 0% eran de otras razas y el 0.76% pertenecían a dos o más razas. Del total de la población el 0.25% eran hispanos o latinos de cualquier raza.